# Sarinda glabra
Sarinda glabra är en spindelart som beskrevs av Franganillo 1930. Sarinda glabra ingår i släktet Sarinda och familjen hoppspindlar. Inga underarter finns listade i Catalogue of Life.